# Mihail Ostrogradski
Mihail Vasilievici Ostrogradski, în rusă: Михаил Васильевич Остроградский, (n. 12/24 septembrie 1801, Pașenivka, Khorishki Volost⁠(d), gubernia Poltava⁠(d), Imperiul Rus – d. 20 decembrie 1861/1 ianuarie 1862, Poltava, gubernia Poltava⁠(d), Imperiul Rus) a fost un matematician și fizician rus.
A fost discipol al lui Leonhard Euler și unul dintre cei mai importanți matematicieni ai Rusiei Țariste.
Domeniile de care s-a ocupat în mod deosebit au fost: calculul diferențial, calculul integral, teoria numerelor, teoria probabilităților, mecanica clasică și altele.
A continuat lucrările lui Euler, Cauchy, Lagrange, Poisson.
Opera sa a fost continuată de Nikolai Brașman (1796-1866), August Davidov (1823-1885) și mai ales de strălucitul matematician Nikolai Jukovski (1847-1921).
De numele să este legată o teoremă din analiza matematică și anume teorema divergenței sau teorema Gauss-Ostrogradski.